# Gonomyia (Leiponeura) fortibasis
Gonomyia (Leiponeura) fortibasis is een tweevleugelige uit de familie steltmuggen (Limoniidae). De soort komt voor in het Neotropisch gebied.